# Vedro Polje (Bosanski Petrovac)
Pour les articles homonymes, voir Vedro Polje.
Vedro Polje (en serbe cyrillique : Ведро Поље) est un village de Bosnie-Herzégovine. Il est situé dans la municipalité de Bosanski Petrovac, dans le canton d'Una-Sana et dans la fédération de Bosnie-et-Herzégovine. Selon les premiers résultats du recensement bosnien de 2013, il compte 26 habitants.

## Démographie

### Évolution historique de la population
| 1948 | 1953 | 1961 | 1971 | 1981 | 1991 | 2013 |
| ---- | ---- | ---- | ---- | ---- | ---- | ---- |
| -    | -    | 283  | 189  | 129  | 113  | 26   |

|  |

### Répartition de la population par nationalités (1991)
En 1991, les 113 habitants du village étaient tous serbes.